# Stephanie Halm

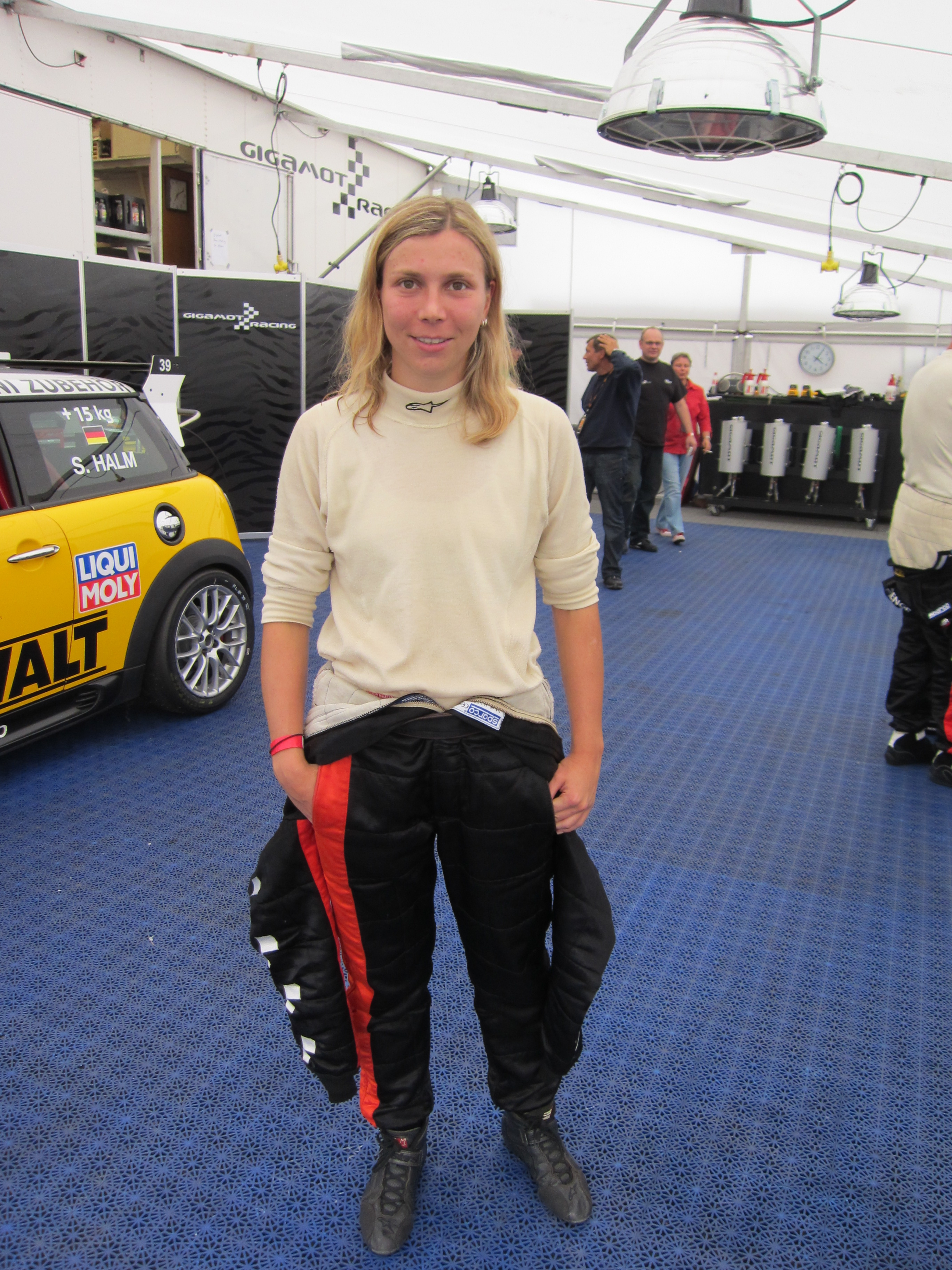
Stephanie Halm in 2012

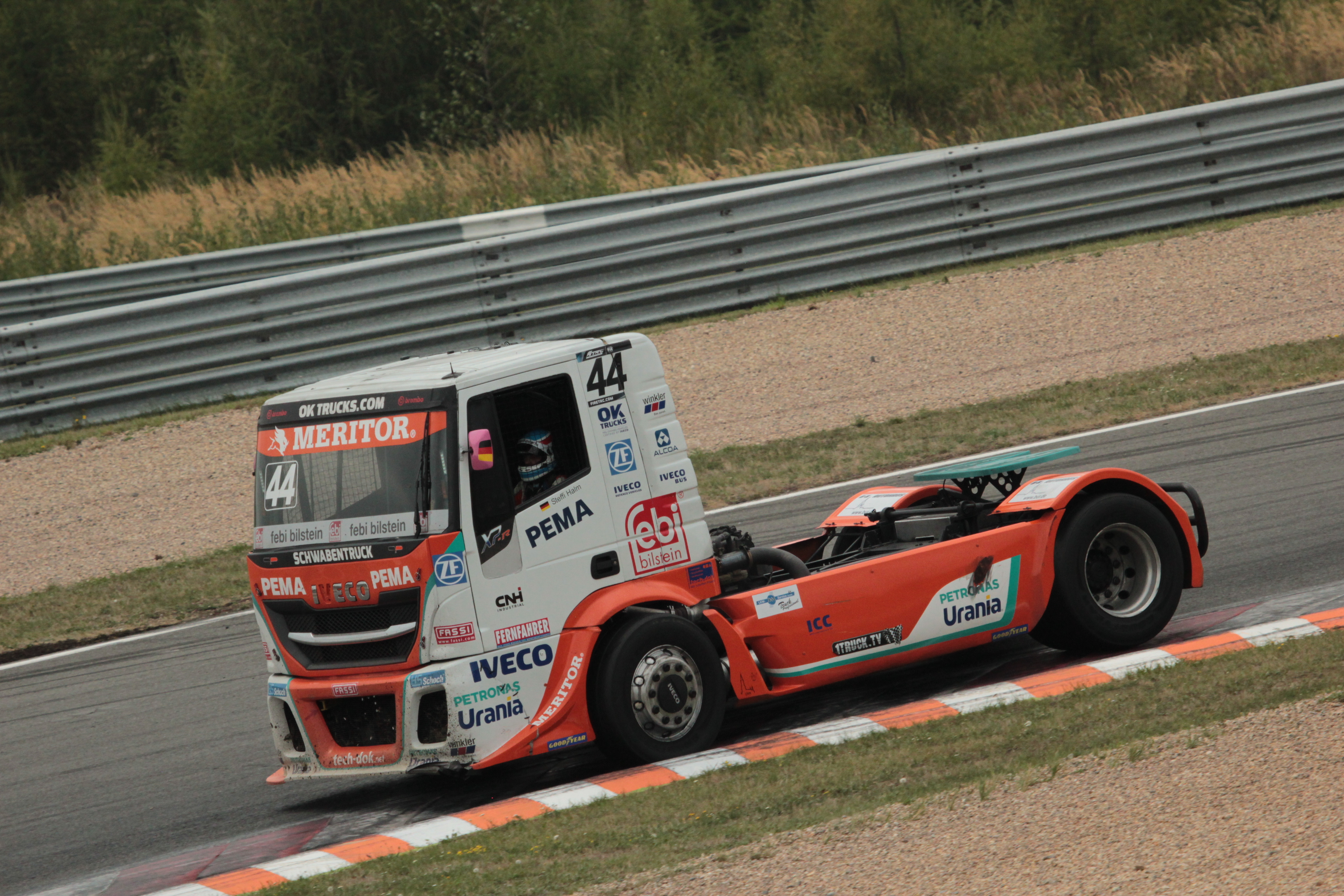
Steffi Halm in Most zur Truck-Racing-Europameisterschaft 2018

Stephanie „Steffi“ Halm (* 9. Juni 1984 in Herrenberg) ist eine deutsche Automobil- und LKW-Rennfahrerin.

## Rennfahrerlaufbahn

### Kart-Meisterschaften
Stephanie Halm fuhr bereits 1993 mit neun Jahren bis 1999 in verschiedenen Kart-Meisterschaften und konnte dort bereits in den letzten beiden Jahren die Baden Württembergische Pop Junioren- und Baden Württembergische Kadetten-Kart-Meisterschaft gewinnen.

### Formelsport
Danach wechselte sie 2000 in den Formelsport und fuhr dort zwei Jahre in der Formel König, die sie 2001 mit dem siebten Platz und dem Sieg der Damenwertung abschloss. Ein Jahr später startete sie in der Formel Renault und 2003 konnte sie in der Formel Volkswagen mit dem achten Rang in der Saisonwertung die Damenwertung für sich entscheiden.

### Tourenwagenmotorsport
2004 stieg Halm in den Tourenwagenmotorsport ein und fuhr ein Jahr im Alfa 147 Cup. Nach dem Einstellen dieses Markenpokals nach der Saison 2004 in der sie den vierten Rang erzielte, wechselte sie in die Mini Challenge-Rennserie und deren Nachfolger Mini Trophy. Dort startete sie von 2005 bis 2012 mit Ausnahme von 2007 und 2010 und erzielte mehrere Rennsiege und Podestplatzierungen. Ihr bestes Saisonergebnis in der Rennserie erreichte Halm 2012 mit dem dritten Platz.

### Porsche Carrera Cup
2007 fuhr sie eine Saison im Porsche Carrera Cup Deutschland und schloss diese mit dem 23. Gesamtrang ab. Im selben Jahr wurde sie die erste weibliche Förderkandidatin der Speed Academy der Deutschen Post. 2010 startete Halm in der 5c-Klasse des Porsche Super Sports Cup und gewann den dritten Rang in der Gesamtwertung.

### Langstreckenrennen
Halm trat in ihrer Laufbahn mehrmals bei Langstreckenrennen an. 2005 nahm sie beim 24-Stunden-Rennen auf dem Nürburgring erstmals an einem Langstreckenrennen teil. Ein Jahr später startete sie beim 24-Stunden-Rennen von Dubai. 2008 fuhr sie mit einem Mini Cooper S in der SP3T-Klasse beim 24-Stunden-Rennen auf dem Nürburgring und erreichte mit ihren Teamkollegen Harald Proczyk und Friedrich von Bohlen u. Halbach den 95. Gesamtplatz.
2011 pilotierte sie einen Porsche 911 GT3 Cup (Typ 997) mit ihren Teamkollegen vom Besaplast Racing Team beim 24-Stunden-Rennen von Barcelona auf den vierten Gesamtplatz und siegte in der 997-Klasse.

### Truck-Racing
Seit 2011 fährt Halm LKW-Rennen. 2011 und von 2013 bis 2019 fuhr sie in der Truck-Racing-Europameisterschaft. Ihr bestes Saisonergebnis war der vierte Platz, den sie erstmals 2016 erreichte und in den Jahren 2017 und 2019 wiederholen konnte.
2012 startete sie in der französischen Truck-Meisterschaft und gewann mit dem MAN-Truck des Teams Lion Truck Racing den Meistertitel. Diesen Erfolg konnte sie in der folgenden Saison wiederholen und wurde nochmals Französische Truck-Racing-Meisterin.

## Beruf
Stephanie Halm ist ausgebildete Diplom-Verwaltungswirtin.